# Jacinto Hernández Vargas
Jacinto Hernández Vargas (12 de mayo de 1865, Guía de Isora, Tenerife, Islas Canarias, España - 8 de mayo de 1951, La Habana, Cuba) fue un político y general español que luchó en Revolución cubana, en el ejército libertador. Él participó en la guerra del 95 de Cuba, donde destacó por sus acciones revolucionarias, y fue también alcalde de la provincia cubana de Güines.

## Biografía

### Primeros años
Según la página web EcuRed, Hernández Vargas nació el 12 de mayo de 1865. Sin embargo, según los historiadores José Fernández Ferrnández y José M. y Castellano Gil, nació el 21 de noviembre de 1859. En cualquier caso, nació en las Islas Canarias (España),  concretamente en Guía de Isora (en la isla de Tenerife). Durante su infancia, llegó a trabajar en labores agrícolas, pero cuando tenía 12 años, él, junto a su hermano Faustino, emigraron a Cuba, donde ya vivía su padre, estableciéndose en  San Antonio de las Vegas, en el municipio de San José de las Lajas. En este pueblo fue comerciante ayudando a su familia y, más tarde, obtuvo cargos en la administración del municipio. Además, desde 1871, ejercería de agricultor en La Habana.
Más tarde, fue nombrado alcalde municipal de Güines. Mientras ejercía este cargo, en 1895, se entrevistó con el general dominicano Máximo Gómez, quién pertenecía al ejército libertador de Cuba, y acordó luchar en la revolución cubana en el bando libertador.

### Carrera militar
Entre él y su hermano, Faustino, elaboraron un plan de alzamiento, apropiándose de los 64 fusiles del cuartel de voluntarios, de los cuales éste era el jefe, y de 118 fusiles Remington y 14.000 cápsulas que habían solicitado al general español Arsenio Linares para movilizar a los cubanos y luchar contra el ejército español. Así, ingresó en el ejército libertador el 10 de febrero de 1896, con más de 300 hombres y logró ser ascendido a comandante por parte del general Máximo Gómez, encomendándole la organización de las fuerzas habaneras. Con el tiempo, tras participar en varias batallas, fue ascendido también a teniente coronel (25 de abril de 1896) y a coronel (26 de julio de 1897).
Además, tras la muerte del brigadier que lideraba la tropa a la que él pertenecía, fue ascendido de nuevo, el 19 de junio de 1898, a Jefe del Regimiento "Castillo", de la Segunda Brigada, de la Segunda División del Quinto Cuerpo del Ejército Libertador, que luchaba en La Habana donde, según parece, resaltó por su valor y heroísmo en el campo de batalla. Sin embargo, el Estado Mayor de las Fuerzas de Jacinto Hennández estuvo formado por residentes de San Antonio de las Vegas, siendo Faustino (su hermano, muerto más tarde en una emboscada cercana a San Antonio de las Vegas), uno de los coroneles de dicho Estado Mayor.
Se ha destacado la campaña que desarrolló en torno a Güines entre el 26 de abril y el 15 de mayo de 1898. Al año siguiente, el 19 de junio de 1898, fue elevado a General de Brigada a propuesta de Máximo Gómez. Cuando terminó la guerra y Cuba fue cedida a Estados Unidos, el 8 de diciembre de 1898, Hernández se convirtió en el líder político y administrativo del Ejército Libertador y, en junio de 1899 vuelve a ser elegido alcalde de Güines, aunque de forma interina, tras la renuncia del alcalde Tomás Febles y sus concejales el 14 de junio de ese año.

### Carrera política desde 1899: La alcaldía de Güines
Como alcalde, Hernández comenzó, en el propio mes de junio, a nombrar inspectores, a controlar el presupuesto, mejorar el acueducto y el ornato del parque y el trabajo de higiene en el municipio. En julio, trabajó en el alumbrado público de gas y petróleo, en el mejoramiento del cementerio y los servicios fúnebres y en la educación primaria. Así, al reorganizarse la alcaldía municipal en agosto de ese año fue reelegido para el cargo. En ese mes y el siguiente, la alcaldía de Hernández realizó trabajos de mejoramiento en la Casa de Socorros y la de Enajenados, el Mercado Municipal, el Asilo de Pobres y reorganizó los tribunales. Así como el mejoramiento del Cuartel de Caballería de Güines. Así, Güines se convirtió en uno de los lugares que más rápidamente abandonaban los problemas que habían heredado del conflicto independentista cubano. Además, antes de que terminara el año de 1899, logró que se reabriera el Hospital Civil, que se había cerrado durante la guerra, la ampliación del cementerio y la instalación del servicio telefónico, usando para todo ello recursos económicos muy limitados. Para muestra, fueron comprados al ejército estadounidense "8 mulas para el servicio de higiene", en un precio "lo más económico posible". En 1899, fue organizada una biblioteca en el propio edificio del Ayuntamiento mientras se restauraban los fondos del archivo del gobierno, para que los niños asistieran a las escuelas y para el mejoramiento de la prensa local. Además, la administración de Hernández intentó eliminar la prostitución, preocupándose también por la inspección de víveres, la limpieza y la salubridad, el orden público y en la continuación de la carretera, entonces inconclusa, entre Güines y San Nicolás de Bari. A esto se le añade el hecho de que promoviera contratos con las farmacias para subvencionar medicamentos a las personas más humildes, afectados económicamente, de forma fundamental, tras la guerra. El 28 de mayo de 1900, Hernández dejó su cargo como alcalde, siendo sustituido por el general Francisco Sánchez. 
Sin embargo, el 1 de julio de ese año volvió a ser reelegido como alcalde por la población de Güines. Con esta nueva reelección (y tras conocer la carta de Salvador Cisneros Betancourt en el Ayuntamiento, en la que se pedía al ayuntamiento de Hernández que ese se uniera a la petición al Gobierno de EE. UU. de la inmediata independencia de Cuba) reparó las calles, propuso la instalación del servicio eléctrico municipal y realizó actos patrióticos en apoyo a la independencia (concedió el permiso para recoger fondos para ayudar a todos los trabajadores de Cuba en la construcción del primer barco de guerra que llevara la bandera cubana, a petición de la Junta de Obreros de Güines). Durante su administración en Güines, gestionó dicho lugar ante las autoridades de La Habana, autosufragándose los gastos. Hernández Vargas abandonará la alcaldía el 1 de julio de 1901, siendo reemplazado por Leandro Rodríguez Colina.
En agosto de 1906 participaría en el levantamiento que tuvo lugar ese año junto al partido liberal y en 1910 se convirtió en un miembro de la Cámara de Representantes de la República de Cuba tras morir uno de los representantes del mismo.

### Últimos años
Tres años después, abandonó la política retirándose a su finca "Carmita", que poseía en San Antonio de las Vegas, donde vivió desde los 12 años, para trabajar en la agricultura. Allí vivió junto a su esposa Florinda Pérez (con quien se había casado el 9 de febrero de 1887). Murió en 8 de mayo de 1951, con casi 90 años,
en San Antonio de las Vegas o en La Habana.
El día anterior a su fallecimiento en su finca, estaba rodeado de su familia. El cadáver del General fue expuesto en su casa, donde se dirigió el pueblo de Güines a rendirle los honores y los acompañó hasta el cementerio local de San Antonio de las Vegas, donde fue inhumando el miércoles 9 de mayo a las 16:00, en una duelo popular.

## Vida personal
Se casó con Florinda Pérez el 9 de febrero de 1887. Con ella tuvo varios hijos: Jacinto, Carmen, Antonio Fidel, Rubén y Delio Alberto.